# Mort de Mahsa Amini
Pour les articles homonymes, voir Amini.
La mort de Mahsa Jîna Amini est le décès le 16 septembre 2022 à Téhéran d'une étudiante iranienne d'origine kurde de 22 ans, trois jours après avoir été arrêtée par la police des mœurs iranienne pour « port de vêtements inappropriés ».
Plusieurs témoins accusent la police d'avoir violemment battu la jeune femme, entraînant sa mort. Ces accusations, auxquelles viennent s'ajouter des images de l'hôpital montrant des blessures, amènent une partie de la population iranienne à conclure que Mahsa Amini est morte d'une hémorragie intracérébrale causée par des violences policières. Cette version est contestée par les autorités, qui donnent deux versions, celle d'un « problème cardiaque soudain » et celle d'une maladie au cerveau.
L'annonce du décès provoque de nombreuses manifestations, au Kurdistan iranien, mais également dans le milieu universitaire. La répression de ces manifestations par la milice des gardiens de la révolution du général Salami est très violente et cause la mort de plusieurs centaines de manifestants ainsi que l'arrestation de plusieurs dizaines de milliers de personnes.

## Contexte
L'élection en 2021 d'Ebrahim Raïssi comme président de la république islamique d'Iran marque l'aboutissement de la conquête du pouvoir par l'aile la plus conservatrice de l'Association du clergé militant. L'état de santé du Guide de la Révolution Ali Khamenei laisse craindre qu'il ne décède à brève échéance. Ce contexte incite les autorités à faire preuve de plus de rigueur dans l'application de la Velayat-e faqih.

## Mahsa Amini
Mahsa Amini est née le 20 septembre 1999 à Saqqez dans la province iranienne du Kurdistan. Baptisée Jina par sa famille, elle porte officiellement le prénom de Mahsa parce que Jina, prénom kurde, n'est pas autorisé par l'état civil. Au moment de son arrestation, elle est en vacances à Téhéran avec son frère et des membres de sa famille. Mahsa Amini s'apprête à suivre des études universitaires dans la province de l'Azerbaïdjan occidental.
Le 13 septembre 2022, Mahsa Amini est arrêtée par la police des mœurs pour « port de vêtements inappropriés ». Elle se trouve alors en compagnie de membres de sa famille à la sortie d'une des autoroutes menant à la capitale, Téhéran. La police explique à son frère, présent lors de son arrestation, qu'elle va être emmenée dans un centre de détention pour y suivre un bref cours sur la morale et relâchée dans l'heure. Mahsa Amini est le même jour emmenée à l'hôpital, où elle tombe dans le coma. Trois jours plus tard, elle décède sans s'être réveillée.

## Causes de la mort
Selon son cousin présent lors de l'arrestation, Mahsa Amini est battue et frappée à la tête après avoir répondu aux insultes des policiers, une version confirmée par les autres détenus présent dans le véhicule de police. Une fois arrivée au poste, la jeune femme aurait commencé à perdre la vue puis se serait évanouie,,.
Les autorités iraniennes nient toute responsabilité dans la mort de Mahsa Amini et affirment que la jeune femme aurait été victime d'un « problème cardiaque soudain » sans qu'il y ait eu « aucun contact physique » entre elle et les agents. Selon cette version, la jeune femme se serait effondrée après un interrogatoire face à une agente. La télévision d'État met en ligne le 19 septembre une courte vidéo dans laquelle une silhouette, présentée comme Mahsa Amini, parle à une agente, qui l'attrape par ses vêtements, avant de se tenir la tête puis de s'effondrer,.

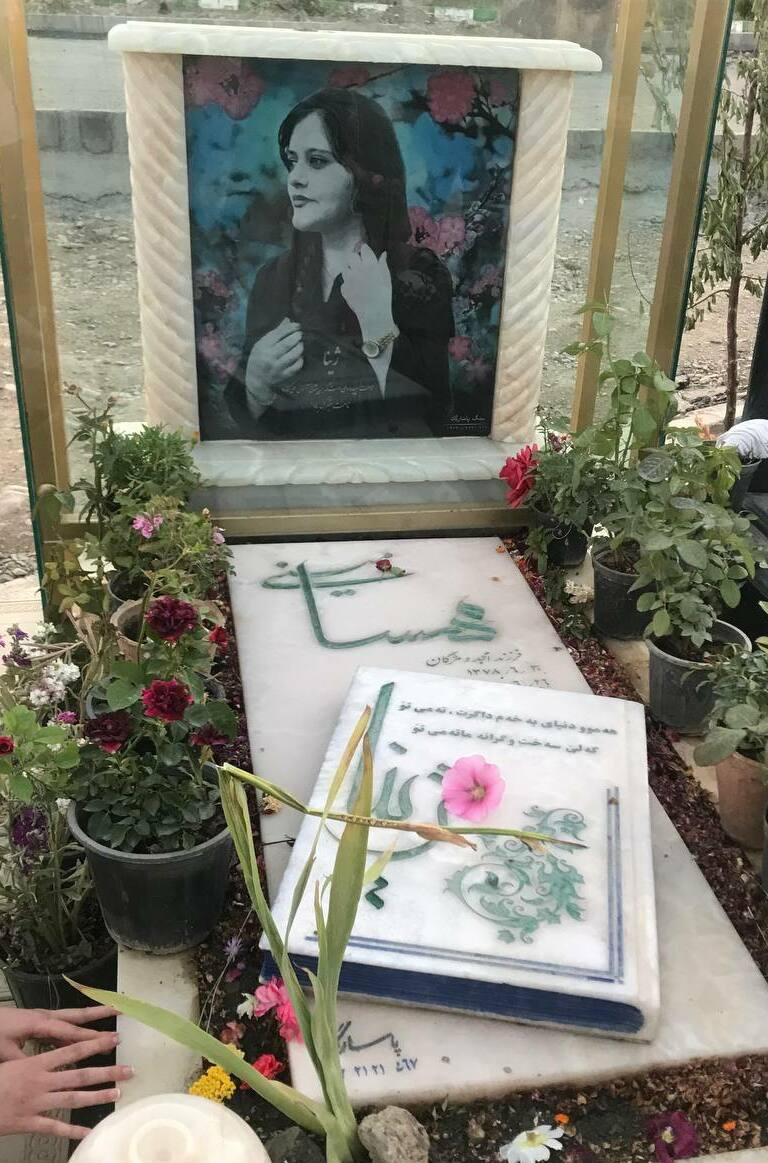
L'arrestation puis la mort de Mahsa Amini le 16 septembre 2022, à Téhéran, aux mains de la police des mœurs iranienne, sont profondément choquantes. La France condamne cette arrestation et les violences qui ont entraîné sa mort et présente ses sincères condoléances à sa famille..

Le père de la victime, Amjad Amini, réfute toutefois cette version en affirmant que sa fille était jusque-là « en parfaite santé ». La vidéo serait selon lui une « version éditée » des évènements,.
Des photos rendues publiques par l'hôpital le 18 septembre 2022 montrent alors que Mahsa Amini saignait de l'oreille et présentait des hématomes sous les yeux. Le lendemain, des images, présentées comme un scanner du crâne de Mahsa Amini — obtenues par piratage informatique — montrent une « fracture osseuse, une hémorragie et un œdème cérébral », blessures contradictoires avec la version des autorités, qui pourraient être dues à des coups répétés portés à la tête de la jeune femme, et accréditent « l'idée d'une mort violente causée par de mauvais traitements ».
Le 7 octobre, le rapport médical officiel sur la mort de Mahsa Amini annonce que celle-ci serait décédée des suites d'une maladie au cerveau opérée à l'âge de 8 ans,,. La famille de Mahsa Amini rejette ce rapport et appelle « au réexamen de la cause du décès ». Elle a porté plainte contre les policiers impliqués dans l'arrestation de la jeune fille.
Amjad Amini, le père de Mahsa, affirme avoir reçu des menaces de la part des autorités lui enjoignant de livrer des interviews aux médias d'État afin de défendre la version du régime sur la mort de sa fille. Nazila Maroufian, une journaliste basée à Téhéran et originaire du Kurdistan ayant publié une interview d'Amjad Amini, qui y affirme que le régime ment sur les causes du décès, a été arrêtée, accusée de propagande contre le régime islamique et condamnée à 5 ans d'interdiction de quitter le pays, 2 ans d'emprisonnement et une amende.
Le 5 juillet 2023, le Conseil des droits de l'homme des Nations unies estime que « le droit de la famille de Jina Mahsa Amini à la vérité et à la justice n'a toujours pas été respecté », notamment en matière de rapidité, d'indépendance et de transparence des enquêtes diligentées sur la mort de la jeune femme.

## Réactions
Des manifestations hostiles au régime ont lieu dès l'annonce de la mort de Mahsa Amini et se poursuivent les semaines suivantes, non seulement au Kurdistan iranien, mais aussi à Téhéran et à Machhad. Des manifestants jettent des projectiles sur le portrait d'Ali Khamenei. Plusieurs partis politiques kurdes appellent à la grève générale le 19 septembre 2022. Dans de nombreuses villes d'Iran, les femmes enlèvent publiquement leur hijab ou se coupent les cheveux. Le 30 septembre, plus de 66 personnes sont tuées à Zahedan par les forces de l'ordre. En effet, afin de réprimer une manifestation, ces dernières ont usé de gaz lacrymogène ainsi que de vraies balles sur la foule alors présente. Plusieurs enfants ont été touchés. Ce jour est depuis considéré comme le "vendredi sanglant" par les iraniens.
Lors des manifestations, on peut entendre le cri de « mort au dictateur ». En réaction, la police ouvre le feu dans certaines villes, arrête certains manifestants et en blesse d'autres, tandis que des canons à eau sont déployés face aux étudiants. Au Kurdistan, Internet est coupé.
Le 18 septembre 2022, le président Ebrahim Raïssi s'entretient au téléphone avec la famille de Mahsa Amini, qui appartient aux minorités sunnite et kurde du pays. Il déclare aux parents : « Votre fille est comme ma propre fille et j'ai l'impression que cet incident est arrivé à l'un de mes proches » et leur promet d'ouvrir une enquête au sujet de sa mort.
Le jeune chanteur iranien Shervin Hajipour publie la chanson Baraye..., basée sur l'effusion de la colère du public après la mort de Mahsa Amini en garde à vue. Le 29 septembre 2022, il est arrêté par des policiers de Téhéran, puis libéré sous caution quelques jours plus tard.
Le 11 octobre 2022, la ville de Paris attribue la citoyenneté d'honneur — à titre posthume — à Jina Mahsa Amini « et à travers elle, aux femmes iraniennes luttant pour leurs droits. ».
Le 17 mai 2023, la Foundation for Defense of Democracies (en) estime, huit mois après la mort de la jeune femme, que 3 366 manifestations au moins ont été répertoriées, et que le mouvement se poursuit, avec 238 rassemblements organisés rien qu'en avril, ou 58 lors de la deuxième semaine de mai. À cette date, et toujours selon l'organisation américaine, la répression a coûté la vie à 552 manifestants dont 73 mineurs, et amené l'arrestation de 21 100 personnes.
En octobre 2023, le prix Sakharov pour la liberté de l'esprit est décerné à Mahsa Amini et au mouvement iranien Femme, Vie, Liberté.

## Autres conséquences

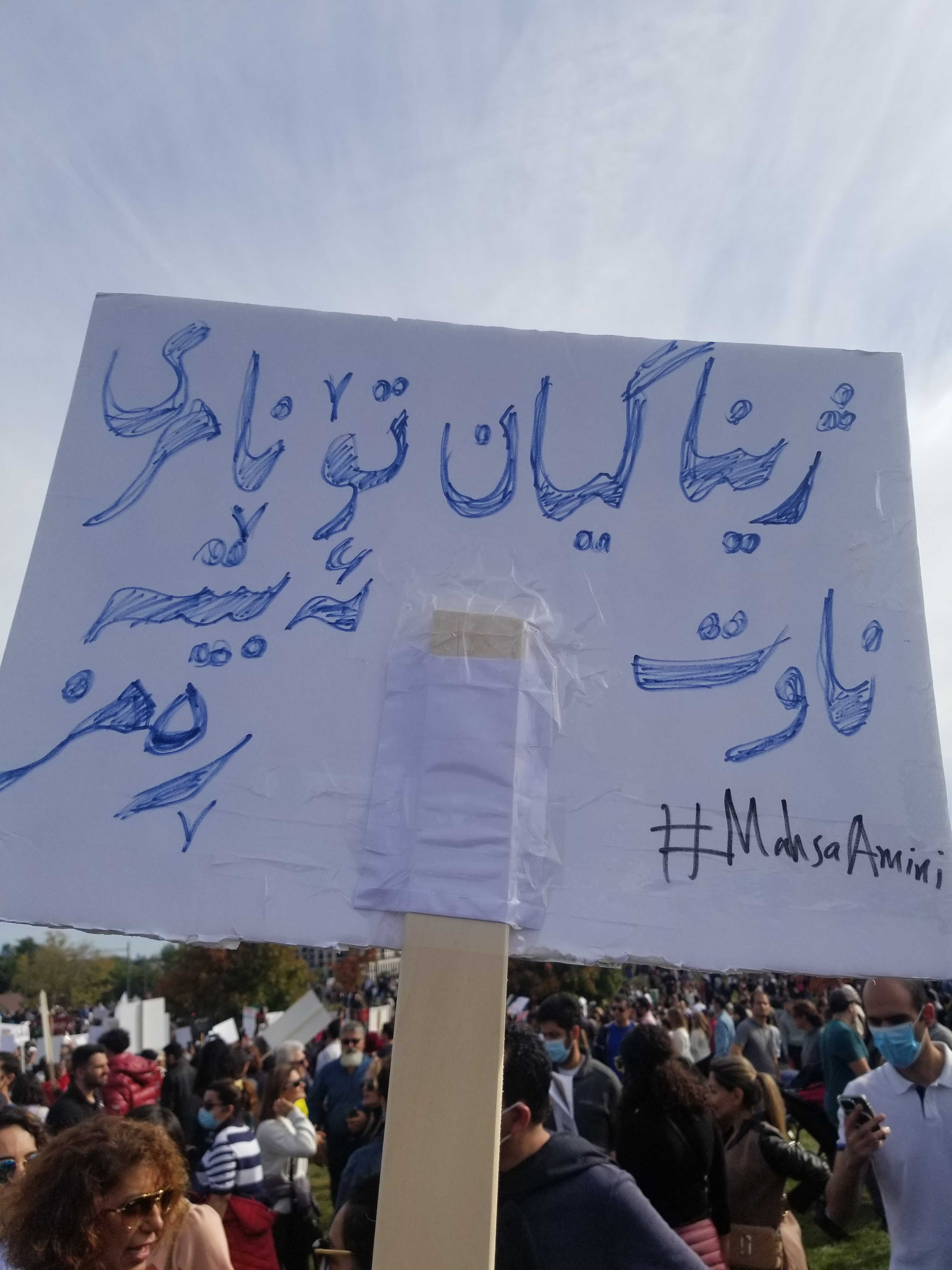
Épitaphe de la tombe de Mahsa Amini sur un panneau, 2022.

En 2023, le régime iranien durcit les règles concernant le port du hidjab. Mohammad Dehghan (en), vice-président chargé des affaires juridiques estime en effet à ce sujet le 14 mai que « La République islamique ne signifiera pas grand-chose s'il n'y a pas de hijab dans le pays ». À partir du mois de mars, les autorités du pays mènent une vaste campagne de fermeture des entreprises qui acceptent des femmes ne portant pas le hidjab. Deux mille entreprises sont fermées en deux mois, mettant des dizaines de milliers d'Iraniens au chômage. Toutefois, dans de nombreux cas, ces contrôles n'ont débouché sur aucune fermeture du fait de la corruption de la police qui a préféré fermer les yeux contre rétribution plutôt que d'appliquer la loi,.
Dès l'approche de l'été 2023, les autorités iraniennes redoutent le jour anniversaire de la mort de Mahsa Amini et durcissent préventivement la répression en conséquence. Notamment, le Conseil des droits de l'homme des Nations unies s'inquiète officiellement de l'utilisation de technologies de reconnaissance faciale afin d'identifier et d'appréhender plus facilement les contrevenantes à la loi sur le port du hidjab. Des milliers de cas d'empoisonnement sont en outre rapportés dans des dizaines d'écoles, et le Conseil étudie la possibilité que ces empoisonnements soient volontaires et destinés à punir des manifestantes ou à les dissuader de participer à d'autres protestations.

## Influences de sa mort sur l'Iran actuel

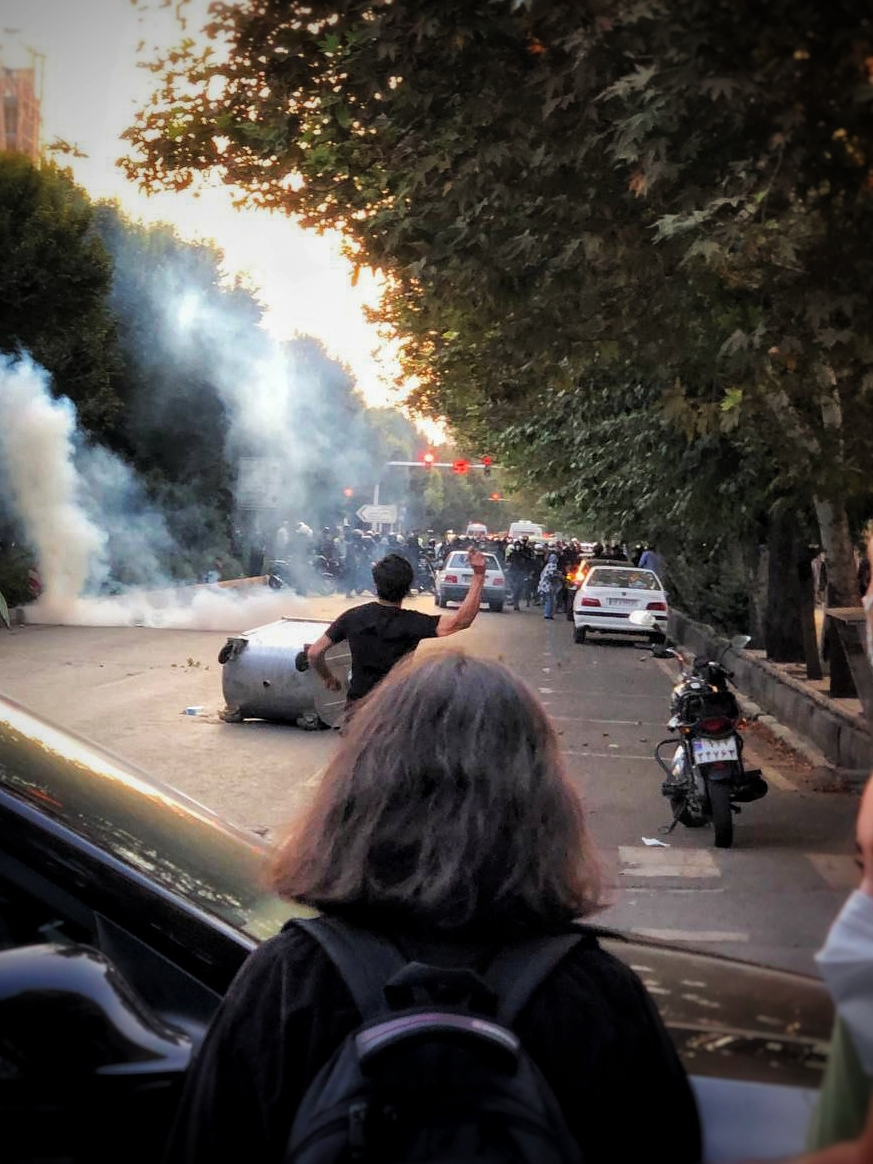
Manifestants sur le boulevard Keshavarz à Téhéran, en septembre 2022. L'onde de choc de la mort de Mahsa Amini a gagné les grandes villes du pays.

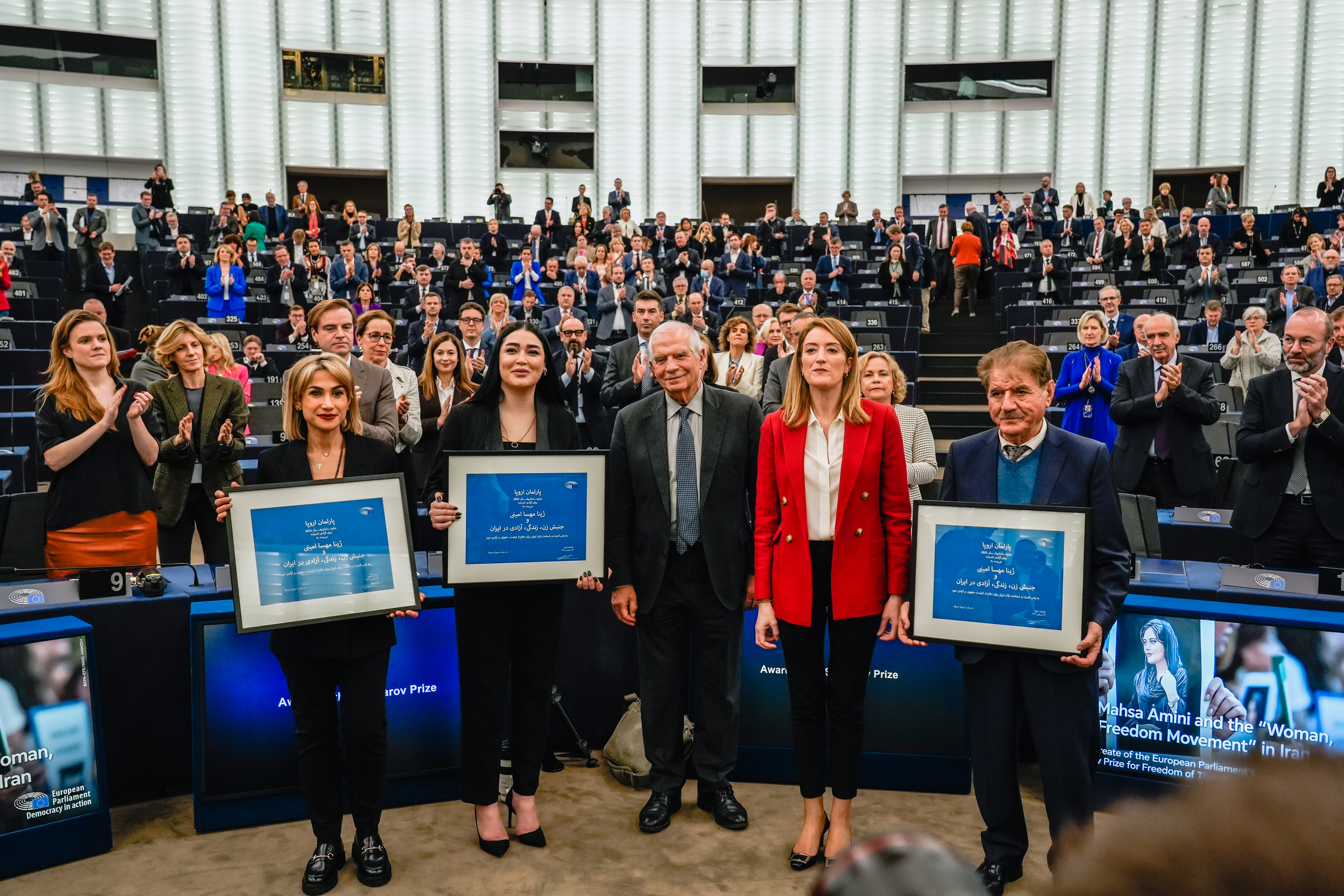
Remise du Prix Sakharov au Parlement européen en 2023.

Après le décès de Mahsa Amini en septembre 2022, une vague de manifestations de grande ampleur — sous la bannière « Femme, Vie, Liberté » — a lieu à travers tout le pays, notamment à Téhéran, Sanandaj, Ispahan et Machhad. Ces protestations, portées majoritairement par des jeunes et des femmes, ont été sévèrement réprimées par les autorités iraniennes.
Un rapport indépendant du Haut-Commissariat des Nations unies aux droits de l'homme a jugé que la mort de Mahsa Amini était illégale et liée à des violences en détention, et a mis en lumière la répression massive qui a suivi : arrestations arbitraires, tortures, exécutions, et violences sexuelles ciblant les femmes activistes.
Le mouvement a provoqué un durcissement des mesures en Iran : renforcement de la répression morale (police des mœurs, fermetures d'entreprises, surveillance et reconnaissance faciale), et importance croissante donnée à la lutte contre l'opposition.
En octobre 2023, l'Union européenne distingue le mouvement avec son prix le plus prestigieux, le Prix Sakharov, en hommage à Mahsa Amini et au courage des manifestantes iraniennes.
Si la répression reste forte — plusieurs centaines de morts et des milliers d'arrestations —, de nombreuses femmes persistent à défier le port du hijab, certaines allant jusqu'à brûler ou couper leurs foulards en signe de résistance.